# پوتسک، استان پومرانی
پوتسک (به لاتین: Puck) یک شهرک در لهستان است که در استان پومرانی واقع شده‌است.

## خصوصیات
پوتسک ۴٫۹ کیلومترمربع مساحت و ۱۱٬۳۲۹ نفر جمعیت دارد.

## خواهرخوانده
شهر Cieszyn خواهرخواندهٔ پوتسک، استان پومرانی هست.

## نگارخانه

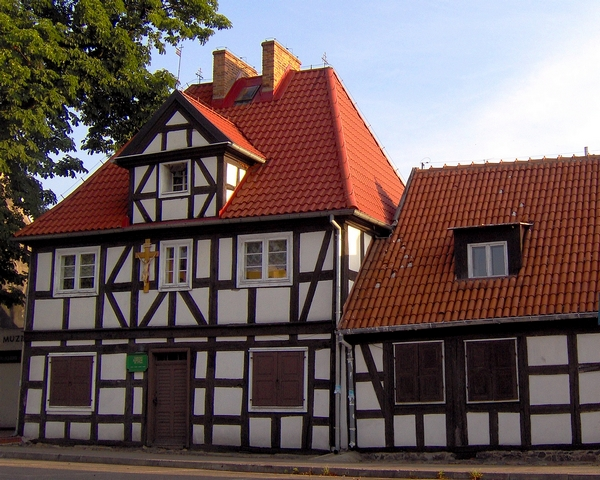
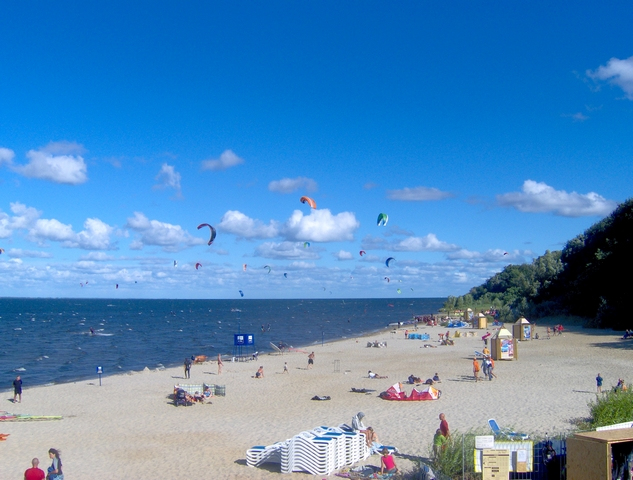
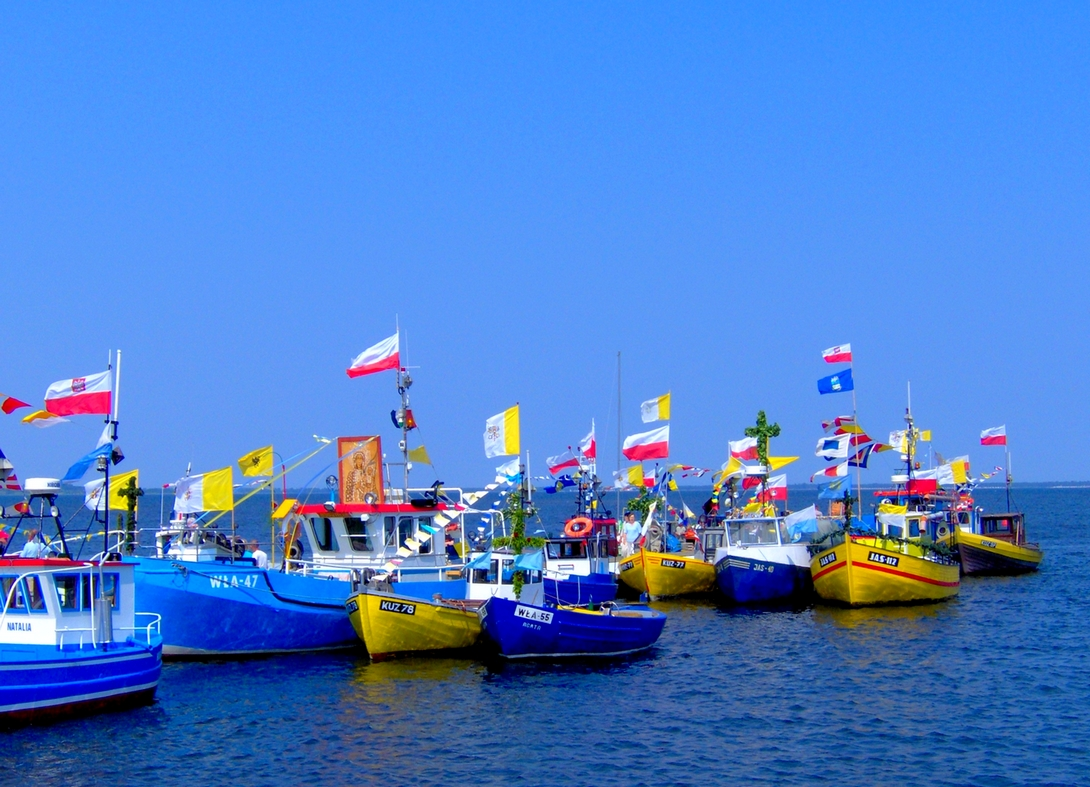
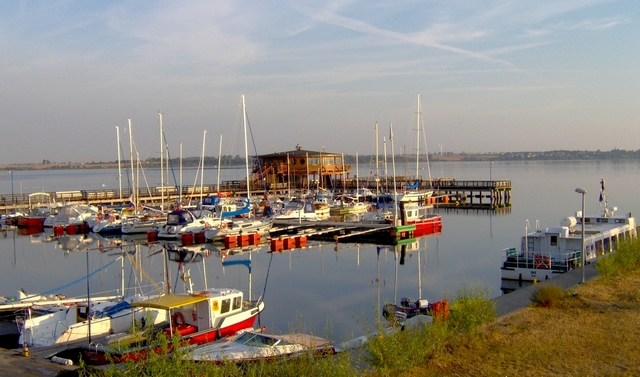
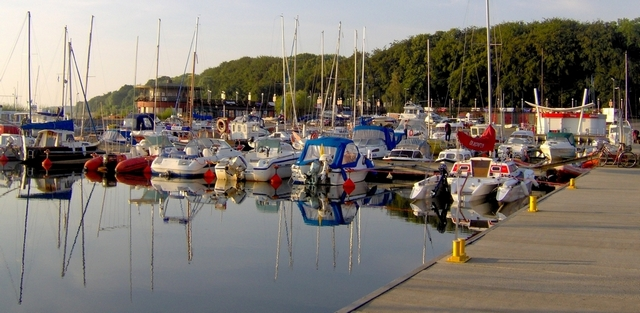
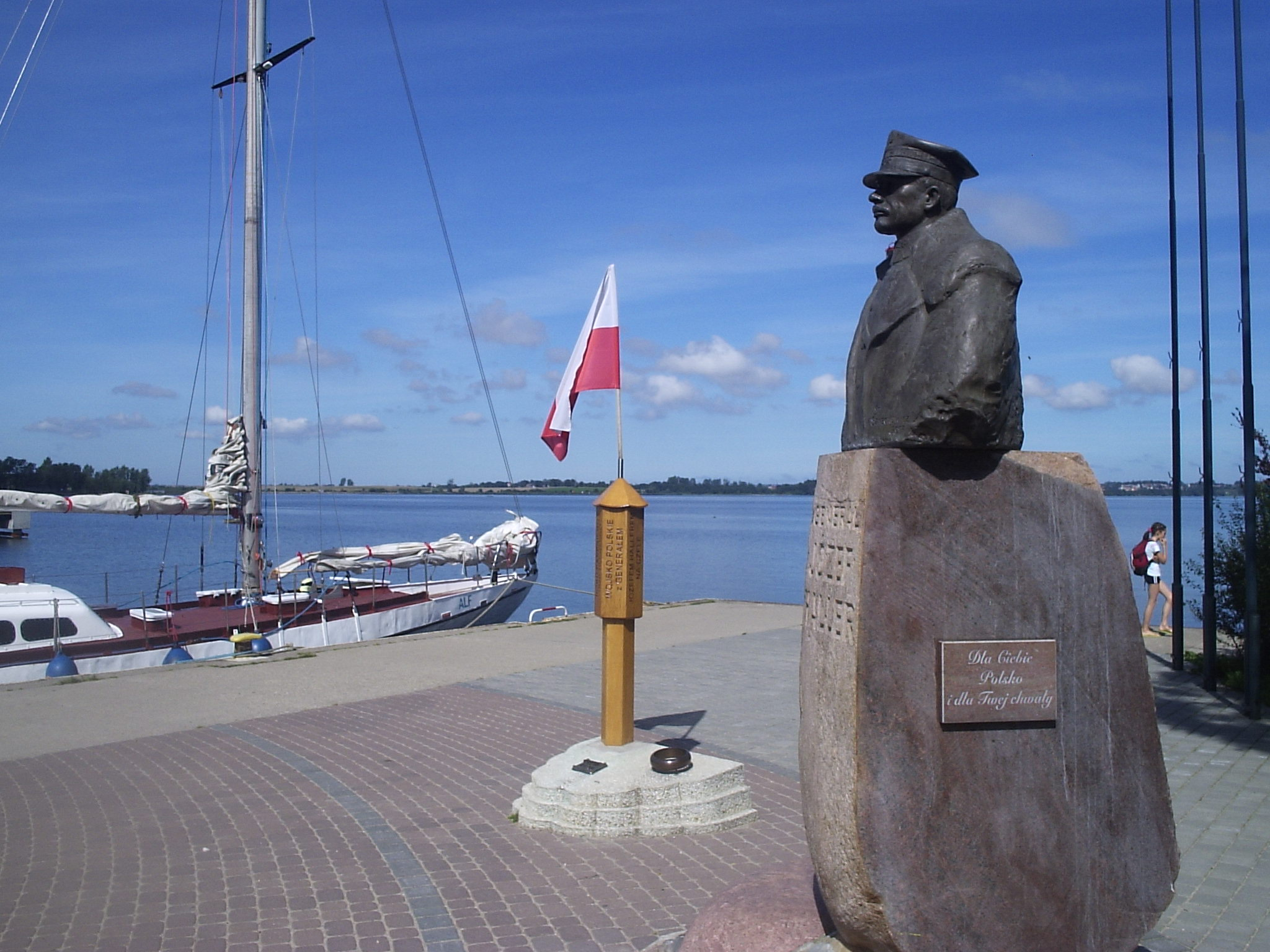
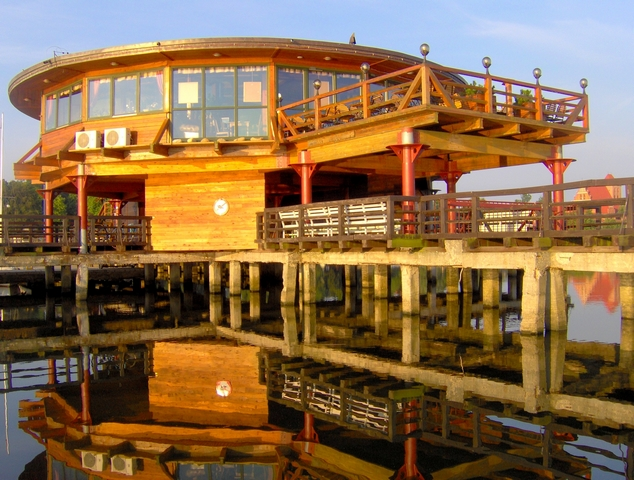
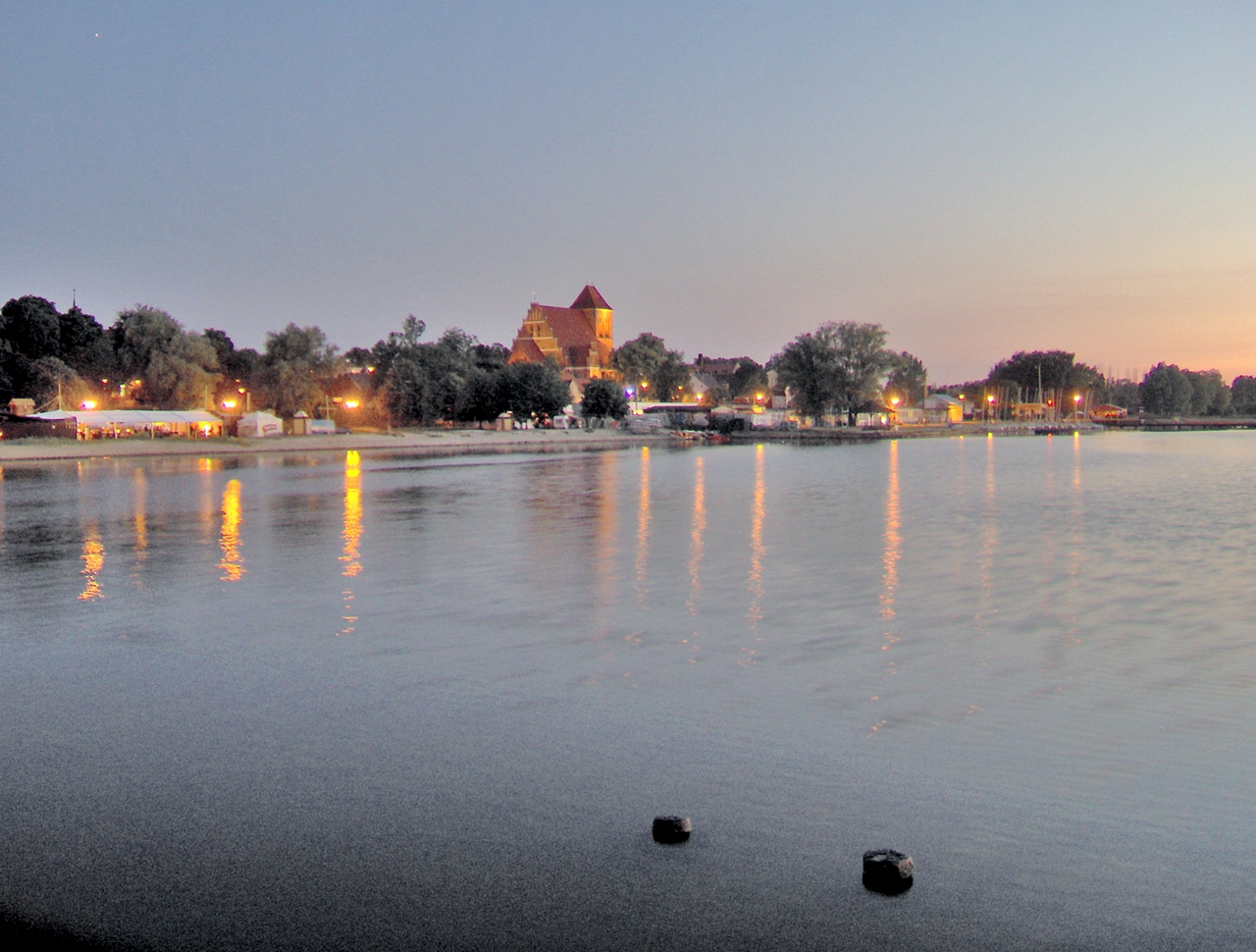